# チェンジャーデッキ
チェンジャーデッキは、オーディオプレーヤー・レコーダーにおいて、1つのデッキに複数のメディアを収納でき、長時間の再生・録音および、複数のメディアからプログラムを組んでの再生が可能な装置である。

## CDチェンジャー

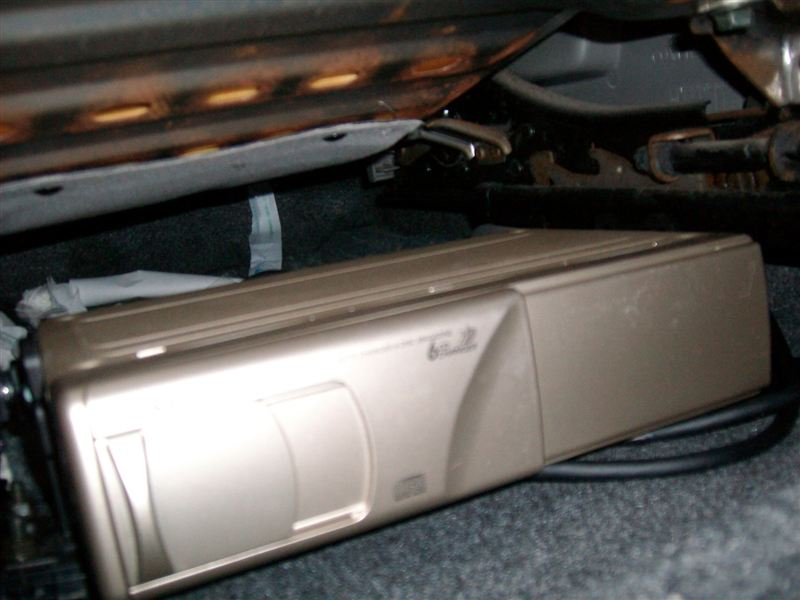
自動車用6連装CDチェンジャー

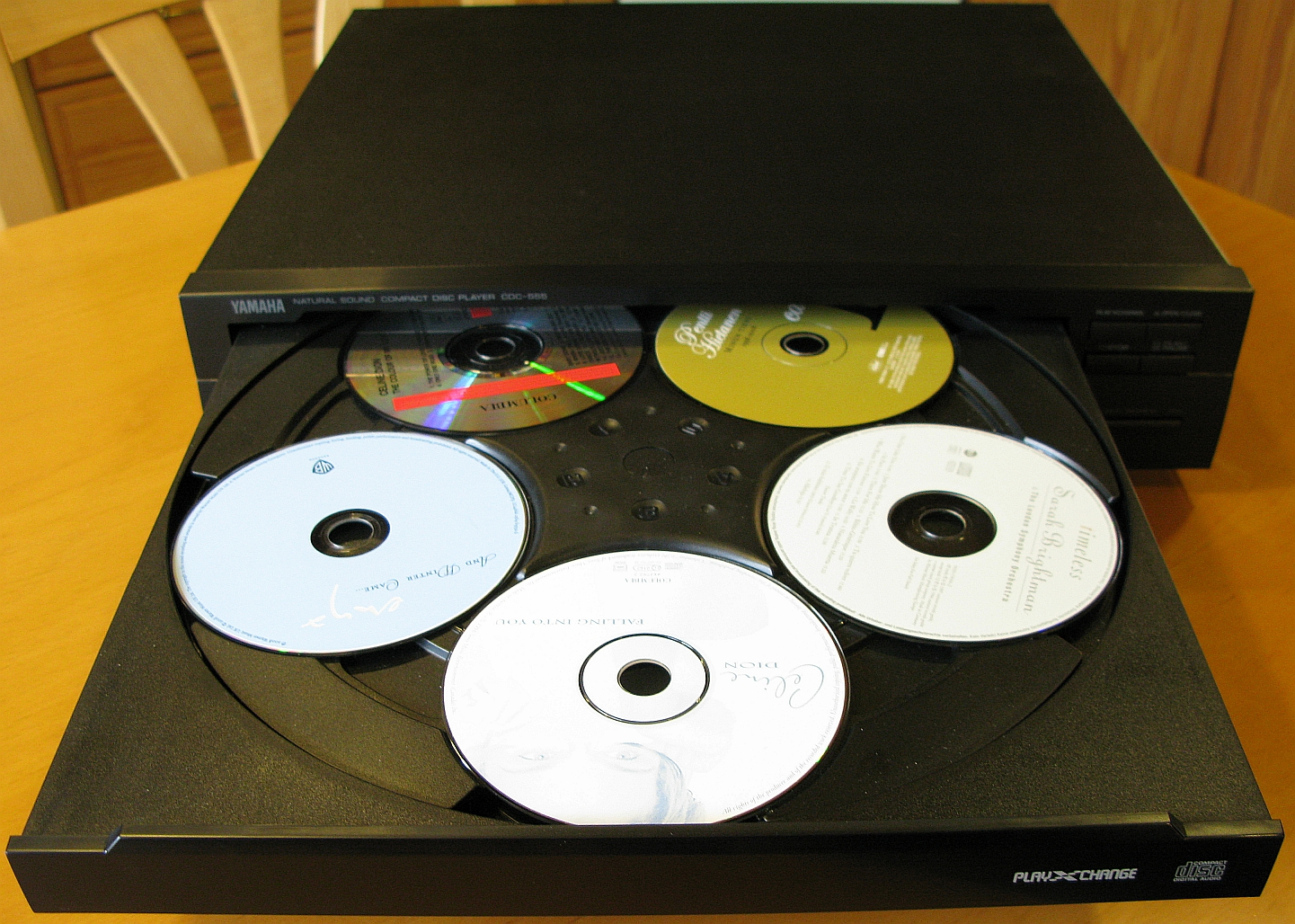
ルーレット式CDチェンジャー
ヤマハ CD-555

CDを複数枚連装して、長時間の連続演奏や複数枚にわたるプログラム再生が可能である。
もとはカーオーディオでマガジン式が採用されたのが始まりで、後に家庭用オーディオでも採用されるようになった。マガジン式の他にトレイ式・ルーレット式があり、前者は主にカーオーディオ向けで6 - 12連装タイプが、後者2種はホームオーディオ向けで3 - 5連装タイプが、それぞれ主流であった。カーオーディオ向けだとメーカーによってはチェンジャーを複数台取り付けられる場合も多かった。他にもカーオーディオユニット本体にチェンジャープレイヤー機能が付く物や、3枚ほど入るマガジン式、CDを1枚ずつ挿入する方式もある。ルーレット式は演奏中の他のディスクを交換できるのが特徴であったが、後にトレイ式でも演奏中のディスク交換が可能になった。この他、CDの挿入口を2つ搭載することで、簡易的なチェンジャーとして利用できる機種もあった。
一時期はパイオニアから25連装タイプ（これをベースにした100連装仕様もあった）が発売されたり、ソニーから300連装タイプやルーレット5連装タイプが出るなど、CD収納枚数を売りにしたプレーヤーも多数発売し、2000年代に入ると日本ビクター、ソニー、アルパインからはMP3再生対応CDチェンジャーも発売されチェンジャーに入る枚数は従来どおりでありながらMP3ファイル取り扱いにより大量の楽曲を再生可能と謳ったプレーヤーもあった。更にビクターとソニーには同社機種間での接続のみならずFMラジオにも対応したバリエーション（FMモジュレーター付属。ワイヤードリモコンの液晶にて数字とアルファベットのみのID3タグやCDテキスト表示対応）も存在していた。
近年はiPodを筆頭とするデジタルオーディオプレーヤーやiPhone・Android等のスマートフォン、リッピング可能なHDD搭載のカーナビゲーションシステムに押され気味である。また、最近では通常のカーCDプレーヤーやナビゲーションシステム自体もMP3/WMA/AACファイルの再生に対応するものが出てきたことで、チェンジャーの優位性も薄れている。

## MDチェンジャー
MDを複数枚連装して、長時間の連続演奏・録音や複数枚にわたるプログラム再生が可能である。ディスク交換中は再生・録音とも途切れが発生するが、メモリーに数秒先までの情報をストックできることを利用して、演奏及び録音終了の数秒～数十秒前からディスク交換を開始して、音声の途切れを可能な限り減少させた機種も存在した。
1996年にソニーが発売した「DHC-MD99」で5連装タイプが採用されたのが始まりといわれ、以後ハイエンド - ミドルクラスのミニコンポに3 - 5連装タイプが採用されてきた。ケンウッドやソニーからは、MDチェンジャーをダブルで搭載したコンポも登場した。一方で日本ビクターはラジカセタイプにも採用した。後にカーオーディオにも搭載された。
MDチェンジャーはそれなりの人気を集めてはいたが、2000年にMDLPが採用されると採用機種は減少し、同年にパナソニックが発売した「SC-PM75MD」が最終機種となっている。家庭用はソニーの「CMT-PX7」が唯一のMDLP対応MDチェンジャー搭載機である。カーオーディオも販売はされているが、CDチェンジャーと同じくデジタルオーディオプレーヤーやカーナビゲーション、果てはスマートフォンに押され気味である。

## レコードチェンジャー
レコードを複数枚連装して、長時間演奏を行なうもの。装填したレコードの片面だけを連続再生する。再生はレコード単位であり、1枚のLPレコードの収録曲を任意の順序で再生することは出来ない。
業務用のより高性能な物はジュークボックスと呼ばれる。
欧米のアルバムLPレコードにはレコードチェンジャーによる再生を前提としているものが存在し、2枚組の場合1枚目にA面とC面（またはD面）、2枚目にB面とD面（1枚目がD面の場合はC面）を収録しているものがこれに当たる。

## ビデオディスク用チェンジャー
民生用ではカーオーディオ向けのDVDチェンジャーがあるが、業務用に開発されたものが多い。

### カラオケ機器
チェンジャーデッキの普及に大きな役割を果たしたものにカラオケがある。通信カラオケ登場までの間のカラオケ機器にはレーザーディスク (LD)、VHD、ビデオCD、CD-Gなどのビデオディスクが主に使われていて、居酒屋や宴会場、カラオケボックス、一部の観光バスにはこれらのチェンジャーデッキが設置されていた。導入前は歌う曲が替わるたびにディスクを入れ替えなければならないため、交換の手間を省くために1980年代中盤にLD・ビデオCDのオートチェンジャーが開発され、収容されている曲であればバーコードの読み取りや曲番号の入力で済むようになった。現在は通信カラオケに押されているものの、背景映像や一部の環境ではDVDチェンジャーが現役である。

### レーザージューク
変わったものでは「ビデオディスク版ジュークボックス」、いわゆるレーザージュークもあった。コインを入れて曲を選び視聴するもので、飲食店やゲームセンター、ボウリング場などに設置されていた。

## カセットチェンジャー
コンパクトカセットのチェンジャーデッキも発売されていた。収納可能な巻数分連続の録音・再生や、テープを目的別に分けて録音することが可能であった。
この他ビデオテープレコーダーでも1巻分を待機用としてテープ残量を多めにしたり、番組ごとに別々のテープに録画したりということが可能な機種も存在した。

## 構造
大きく分けてディスクを水平にセットするものと垂直にセットするもの、更にディスクを移動させるものと駆動部と読み取り部（光学ピックアップ）のユニットを移動させるものに分けられる。但し1枚用のプレイヤーに比べて本体の外寸、特に高さや奥行きが大きくなる難点がある。さらに故障すると、ディスクを取り出す事が修理業者でも難しい場合がある。

### マガジン式・トレー式 (CD,LD,MD,DVD)
ディスクが収容されているトレーを横や奥にずらし、そこに光学ピックアップを上下に移動させて再生する。ソニーのミニコンポ「pixy」シリーズで採用された「マジックチェンジャー」はトレー式を採用するが、光学系・駆動系ではなくトレーユニットを上下させて、再生するディスクのあるトレーをピックアップのある高さに合わせてスライドさせる構造が採用されている。

### ルーレット式 (CD)
大型のターンテーブルに複数枚のディスクを載せる。ディスクを選ぶとターンテーブルを回転させて位置を合わせて再生する。駆動系や光学ピックアップは固定されていることが多い。収容できるディスクの数を増やす場合は直径の大きなターンテーブルが必要になるため幅と奥行きが長くなる。特にアイワのミニコンポのチェンジャー方式は、超小型機を除くとすべてこのルーレット式であり、XR-H66MDという機種は、CDとMD共に、ルーレット式のチェンジャーであった。

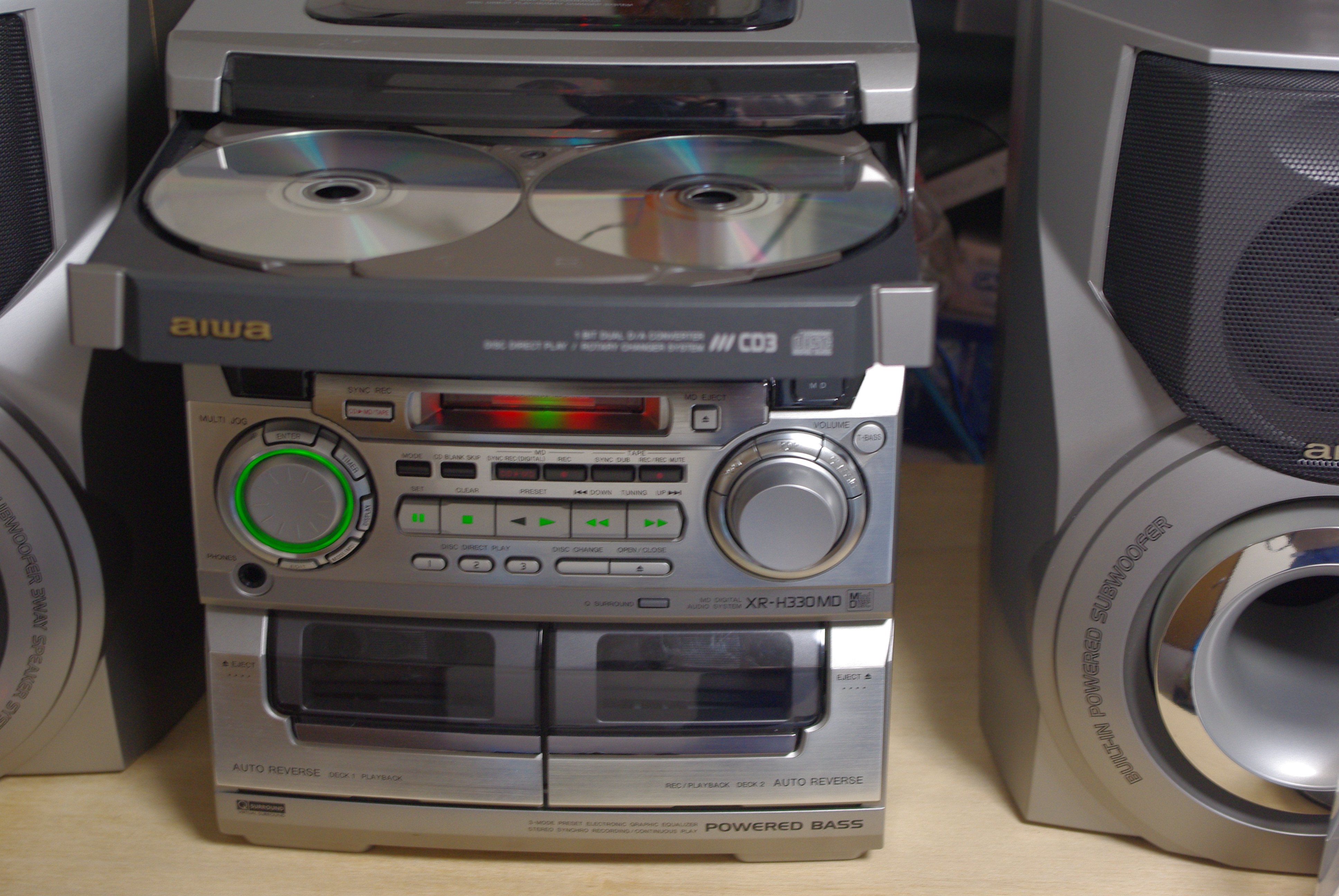
アイワのCDざんまい(3枚)／MD／ダブルカセットコンポ。再生中のディスクチェンジはこの機種以降に発売された。

### 縦置き式 (CD,DVD)
前述のトレー式を横倒しにしたもの。コンパクトな横幅で多くの枚数を収容できる。光学ピックアップと駆動系が左右にスライドし、選んだディスクをセット位置からずらして再生する。

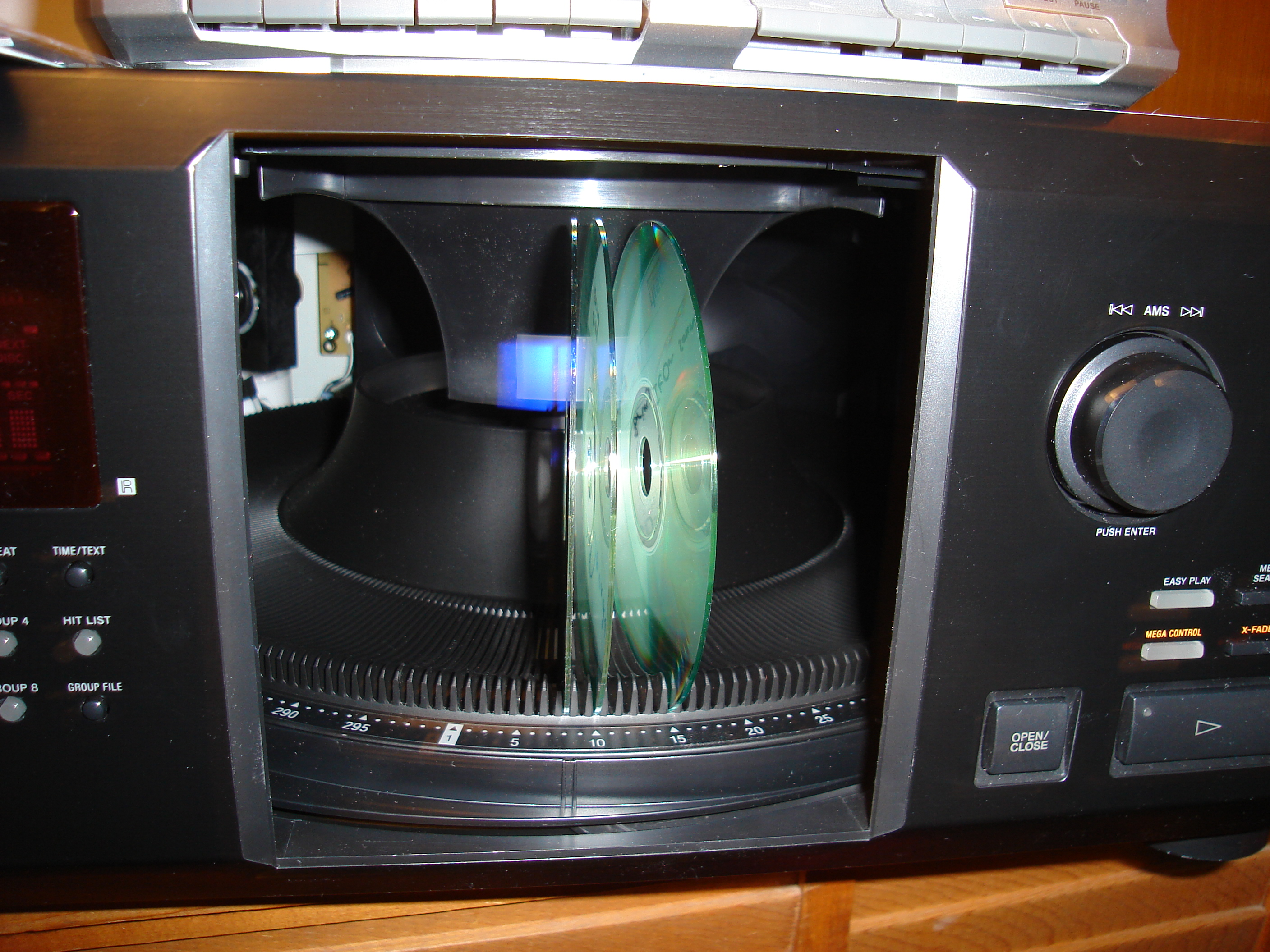
ソニーの縦置き式300連装CDチェンジャー。